# Charlie Hodge
Charlie Hodge, właśc. Charles Franklin Hodge (ur. 14 grudnia 1934 w Decatur, zm. 3 marca 2006 w Knoxville) – amerykański piosenkarz, najbardziej znany z występów na scenie z Elvisem Presleyem, od jego powrotu do publicznych show 31 lipca 1969 w Las Vegas do 26 czerwca 1977 w Indianapolis, czyli do dnia ostatniego koncertu Elvisa przed jego nagłą śmiercią 16 sierpnia 1977.